# La Science des rêves
La Science des rêves (La ciencia del sueño en España, México y Chile, Soñando despierto en Argentina y La ciencia de los sueños en el resto de Hispanoamérica) es una película franco-italiana dirigida por Michel Gondry y protagonizada por el actor mexicano Gael García Bernal y la actriz francesa Charlotte Gainsbourg que fue presentada el 11 de febrero del 2006 en el Festival Internacional de Cine de Berlín o Berlinale, y estrenada en agosto de ese mismo año en París. 
La película, que mezcla la técnica de animación stop motion con la filmación tradicional, está ambientada en un típico barrio de las cercanías de París donde alterna el drama de una vida sin alicientes, con la "comedia de los sueños" que experimenta el protagonista. Llena de escenas que mezclan texturas plásticas y cierto surrealismo.
Obtuvo el premio de la Union des Compositeurs de Musique de Film (UCMF) de 2007 por el tema principal de su banda sonora musical compuesta por Jean-Michel Bernard.

## Argumento
Stéphane, un joven extremadamente tímido, convencido por su madre que le ha encontrado trabajo, decide regresar a Francia, lugar en el que creció y que abandonó tras la separación de sus padres. Pero Stéphane, que es muy creativo, descubre que este trabajo como ayudante en la fabricación de calendarios es demasiado banal y aburrido. Estimulado por el descubrimiento del apartamento en el que pasó su infancia, se refugia en el mundo de los sueños. Allí conocerá, enseguida, a su vecina Stéphanie, que será cómplice de sus excentricidades.

## Reparto
- Gael García Bernal: Stéphane Miroux
- Charlotte Gainsbourg: Stéphanie
- Alain Chabat: Guy
- Sacha Bourdo: Serge
- Emma de Caunes: Zoé
- Miou-Miou: Christine Miroux
- Aurélia Petit: Martine
- Pierre Vaneck: Pouchet
- Stéphane Metzger: Sylvain